# Jaroslava Pešicová
Jaroslava Pešicová (30. prosince 1935, Praha – 30. srpna 2015, Praha) byla česká malířka a grafička.

## Studia
Na Vyšší škole uměleckého průmyslu v Praze (dnes Výtvarná škola Václava Hollara) vystudovala mezi lety 1950–1954 obor ilustrace u profesora Karla Millera.
V roce 1960 absolvovala Akademii výtvarných umění, kde se pod vedením profesora Vladimíra Sychry věnovala oboru monumentální malba.

## Umělecká tvorba
Od roku 1960 spolupracovala se sochařem a budoucím manželem Františkem Štorkem. Oba byli členy umělecké skupiny Etapa, která sdružovala mladé české umělce v 60. letech 20. století. Koncem 60. let se začala věnovat figurativní tvorbě a následně též grafice. Od roku 1975 spolupracovala s ateliérem tapisérií Marie Teinitzerové v Jindřichově Hradci na vzniku tkaných reprodukcí k jejím obrazům. Od roku 1990 je členkou SČUG Hollar.
Dílo Jaroslavy Pešicové zahrnuje přibližně 320 maleb, z nichž většina jsou monumentální kompozice. Kromě těchto impozantních obrazů vytvořila také kolem 140 grafik a litografií, 30 malovaných zrcadel a 150 kreseb. Její tvorbu dále obohacuje několik koláží a monotypů, které dokreslují její uměleckou všestrannost a bohatost výrazu.

#### Kubismus
"První výraznější díla Pešicové vznikla po absolvování Akademie v roce 1960. Zachycovala v nich okolí Hořelic (dnes součást Rudné), kde strávila dětství. Její otec zde pracoval jako důlní inženýr železorudných dolů v Nučicích a Chrustenicích. Hlavními náměty jejích děl se stala vesnická stavení a průmyslové budovy místních dolů (Důl Vinice, Důl č. X, Stará šachta). Při zobrazování konkrétních objektů vycházela Pešicová z vlastní recepce kubismu, který chápala jako symbol svobodné tvorby, experimentování a objevování nových možností malby."

Kubismus

#### Civilizace
"Ještě předtím, než se Pešicová plně obrátila k práci s lidskou figurou, vytvořila v letech 1967– 1968 sérii specificky pojatých krajinomaleb. Spíš než obrazem krajiny jsou její vizí, z výtvarného hlediska poučenou tehdejšími, dokonce protichůdnými proudy abstraktní malby: informelem i geometrickou abstrakcí. Pešicová skládala jednotlivé elementy do neorganických celků. Výsledkem není harmonie, ale spíše chaos oddělených i prostupujících se rovin a vrstev."

Civilizace

#### Alegorie (Postmoderna?)
"Počátkem sedmdesátých let se Pešicová začala více koncentrovat na figurální kompozice, které se staly pro její tvorbu typické až do konce života. Pro ztvárnění složitě komponovaných, na první pohled nesnadno čitelných scén, čerpajících často z jejího dětství i někdejšího života, využívala několik charakteristických principů. Stalo se pro ni příznačné, že výsledné scény skládala pomocí koláže a montáže nesourodých, často fragmentárních prvků (většinou částí lidského těla)."

Postmoderna?

#### Hranice krásy a kýče
"Z hlediska malířského projevu lze od osmdesátých let sledovat postupné projasňování palety. Často užívanou barvou je zářivá zlatá. Obrazy Pešicové se dostávají přesně na tu hranici, která ji fascinovala: na pomezí kýče."

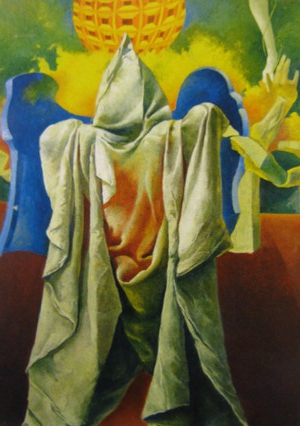
Hranice krásy a kýče

## Ocenění
V roce 1967 získala cenu nakladatelství Odeon na I. pražském salonu.
V roce 2003 získala Evropskou cenu za uměleckou a kulturní činnost od Evropské unie umění.
V roce 2010 získala medaili Václava Hollara za její celoživotní grafické dílo od Sdružení českých umělců grafiků Hollar, medaile byla předána Praze dne 20. října 2010 předsedou Vladimírem Suchánkem.
V prosinci 2017 vydala Česká pošta známku v na motivy olejomalby Jaroslavy Pešicové. Známka byla zpracována rytcem Václavem Fajtem. Na obálce prvního dne figuruje též přítisk na motivy grafické tvorby Jaroslavy Pešicové. Vydány byly též otisky a soutisky rytin známky.

## Výstavy
Svá díla prezentovala na více než šedesáti samostatných výstavách v Česku i v ostatních zemích, nejčastěji v Belgii (v letech 1973, 1974, 1983, 1984, 1985 a 1999). Níže je uveden zkrácený seznam výstav

### Výstavy v Československu a v ČR
- 1966 – Mánes, Galerie mladých, Praha, obrazy a kresby
- 1966 – Dům umělců, Hradec Králové
- 1968 – Síň Československý spisovatel, Praha, s Františkem Štorkem
- 1972 – Galerie Ve Věži, Mělník
- 1975 – Galerie Mladá fronta, Praha
- 1977 – Galerie výtvarného umění, Cheb, s Františkem Štorkem
- 1977 – Galerie umění, Karlovy Vary, s Františkem Štorkem,(výstava byla zakázána)
- 1978 – Východočeská galerie, Pardubice
- 1985 – Galerie Fronta, Praha, s Františkem Štorkem
- 1990 – Galerie Václava Špály, Praha, s Františkem Štorkem
- 1991 – Městský dům kultury, Karviná
- 1991 – Česká národní rada, Praha
- 1992 – Okresní muzeum, Jindřichův Hradec, s Františkem Štorkem,
- 1993 – Středoevropská galerie a nakladatelství, Praha
- 1994 – Galerie Fronta, Praha
- 1994 – Galerie U Prstenu, Praha, s Františkem Štorkem,
- 1996 – Městské muzeum a galerie, Hranice, s Františkem Štorkem
- 1998 – Muzeum Prostějovska, Prostějov, s Františkem Štorkem
- 1999 – Galerie výtvarného umění, Ostrava, s Františkem Štorkem
- 2000 – Galerie Hollar, Praha, grafika a kresby
- 2002 – Galerie Spirála, Havířov, grafika
- 2003 – Galerie Magna, Ostrava, grafika
- 2004 – Galerie G32, Semily, grafika a obrazy
- 2005 – Galerie Václava Špály, Praha, obrazy, s Františkem Štorkem
- 2005 – Jindřichohradecká kulturní společnost, Jindřichův Hradec, tapisérie
- 2008 – Galerie plastik, Hořice v Podkrkonoší, s Františkem Štorkem
- 2010 – Výstavní síň Velké trámy, Sladovna, Písek, obrazy
- 2010 – Galerie Hollar, Praha, retrospektiva grafiky
- 2011 – Galerie Creas, Rožnov pod Radhoštěm, obrazy
- 2014 – Galerie města Tábor, Tábor, obrazy,
- 2016 – Galerie Nová síň, Praha, malby,
- 2016 – Galerie Portheimka, Praha, malby, tapisérie, grafiky,
- 2017 – Galerie u Lávky, Praha, grafika a jeden obraz
- 2018 – Dům gobelínů, Jindřichův Hradec, tapisérie
- 2019 – Galerie výtvarného umění v Chebu, Cheb, s Františkem Štorkem
- 2021 – Galerie výtvarného umění v Chebu, Cheb, malby, grafiky, zrcadla
- 2021 – Galerie umění Karlovy Vary, Letohrádek ostrov, grafiky
- 2023 – Dům umění, Ostrava, výstava jednoho díla ze sbírek GVUO

### Autorské zahraniční výstavy
- 1966 – Československé kulturní centrum, Sofie, Bulharsko, s Františkem Štorkem
- 1973 – Chatean Malon, Brusel, Belgie
- 1974 – Kunstcentrum Vaabeek, Lovaň, Belgie
- 1982 – Galerie Labirint, Lublaň, Jugoslávie, s Františkem Štorkem
- 1983 – Kunstcentrum Vaabeek, Lovaň, Belgie, s Františkem Štorkem
- 1984 – Boetig-galerij Circa, Antverpy, Belgie
- 1985 – Galerie Huie de Jonge Jacob, Lovaň, Belgie
- 1988 – Galerie Soleil noir, Montepellier, Francie, s Františkem Štorkem
- 1991 – Galeriee Peithner-Lichtenfels, Vídeň, Rakousko, s Františkem Štorkem
- 1999 – Sancta Mariainstituut, Lovaň, Belgie, s Františkem Štorkem
- 1999 – Gemeentekrediet, Diest, Belgie, s Františkem Štorkem
- 2012 – Galéria Miloša Alexandra Bazovského, Trenčín, Slovensko, obrazy,
- 2016 – Galerie Hannah, Herent, Belgie, grafiky, litografie

### Kolektivní zahraniční výstavy
- 1963 – Čs. Kulturní a informační středisko, Skupina Etapa, Káhira (Egypt)
- 1970 – Museo civico, Současní pražští umělci, Bologna (Itálie)
- 1970 – Výstava čs. výtvarného umění, Ljubljana (Jugoslávie)
- 1970 – Výstava čs. výtvarného umění, Maribor (Jugoslávie)
- 1970 – Výstava čs. výtvarného umění, Záhřeb (Jugoslávie)
- 1972 – Výstava čs. výtvarného umění, Helsinky (Finsko)
- 1973 – X. Mezinárodní bienále grafiky, Ljubljana (Jugoslávie)
- 1973 – 6. mezinárodní bienále barevné grafiky, Grenchen (Švýcarsko)
- 1973 – XII. Premio Dibuix Juan Miró, Barcelona (Španělsko)
- 1974 – 2. Mezinárodní bienále grafiky, Fredrikstad (Norsko)
- 1974 – Prémie Biella, Biella (Itálie)
- 1974 – 7. Mezinárodní bienále grafiky, Frechen (SRN)
- 1974 – I. Mezinárodní bienále grafiky, Segovia (Španělsko)
- 1975 – LM Ericsson’s Konstörening, 8 českých grafiků, Stockholm (Švédsko)
- 1975 – Centrum voor religieuze kunst pro arte Christiana, Leuven (Belgie)
- 1976 – 3. Norské mezinárodní bienále grafiky, Fredrikstad (Norsko)
- 1976 – Současná česká grafika, Herford (Německo)
- 1976 – Současná česká grafika, Řím (Itálie)
- 1977 – Mezinárodní bienále grafiky, Ljubljana (Jugoslávie)
- 1978 – Mezinárodní bienále grafiky, Frechen (SRN)
- 1981 – Mezinárodní bienále grafiky, Ljubljana (Jugoslávie)2023
- 1982 – Mezinárodní bienále grafiky, Baden-Baden (SRN)
- 1983 – Mezinárodní bienále grafiky, Ljubljana (Jugoslávie)
- 1990 – Centre de la gravure et de l’image imprée, La Louviére (Belgie)
- 1991 – Museum Chalcografia, Dal grotesco al magico, Řím (Itálie)
- 1996 – Inalfa Industries, Slavnost, Venray (Nizozemsko)
- 1997 – Galerie Talstrasse, Halle meets Prag – Prag meets Halle, Halle (Německo)
- 2000 – Velvyslanectví ČR, Ulánbátar (Mongolsko)
- 2004 – Kunstraum B, Malerei – Grafik – Bildhauerei und Objekte, Kiel (Německo)
- 2008 – Schüttkasten, zámecká sýpka, Primmersdorf (Rakousko)
- 2023 – Defragmentation: From the MoCa-Skopje Collection: Czechia, Hungary, Poland and Slovakia (Severní Makedonie)

Její díla jsou zastoupena například ve sbírkách
- Národní galerie, Praha,
- Galerie hlavního města Prahy,
- Slovenská národná galéria, Bratislava, Slovensko
- National Gallery of Art, Washington, USA,
- Galerie Středočeského kraje, Kutná Hora,
- Owens Art Gallery, Kanada,
- Alšova Jihočeské galerie, Hluboká nad Vltavou,
- Galerie moderního umění v Hradci Králové, Hradec Králové
- Městského muzea a galerie Hranice,
- Severočeské galerie výtvarného umění, Litoměřice,
- Východočeské galerie, Pardubice,
- Muzea umění Olomouc,
- Galerie výtvarného umění v Chebu, Cheb
- Galerii výtvarného umění v Ostravě
- Galerie umění Karlovy Vary
- Považská galéria umenia v Žiline
- Fries Museum, Leeuwarden, Holandsko
- Pinacoteca Nazionale di Bologna, Itálie
- COLLETT Prague | Munich

a dále v soukromých sbírkách v České republice i v zahraničí, a to převážně v Belgii.